# Pungert, Ivančna Gorica
Pungert este o localitate din comuna Ivančna Gorica, Slovenia, cu o populație de 30 de locuitori.